# Niepiecyno (wieś w obwodzie moskiewskim)
Niepiecyno (ros. Непецино) – wieś (sieło) w Rosji, w obwodzie moskiewskim, w okręgu miejskim Kołomny. W 2010 liczyła 2359 mieszkańców.